# Coregonus huntsmani
Coregonus huntsmani es una especie de pez de la familia Salmonidae en el orden de los Salmoniformes.

## Morfología
Los machos pueden llegar alcanzar los 40 cm de longitud total.
- Presenta aleta adiposa.
- Número de  vértebras: 63-64
- Cabeza relativamente corta.
- Ojos pequeños.[1][2]

## Alimentación
Come crustáceos, insectos, moluscos y anélidos.

## Distribución geográfica
Se encuentra en Norteamérica: sur de Nueva Escocia (Canadá ).